# Arctia bioculata
Arctia bioculata là một loài bướm đêm thuộc phân họ Arctiinae, họ Erebidae.